# Horton Hatches the Egg
Pour plus de détails, voir Fiche technique et Distribution.
Horton Hatches the Egg est un court métrage d'animation de la série américaine Merrie Melodies réalisé par Bob Clampett, produit par les Leon Schlesinger Productions et sorti en 1942.